# Ekonomiåret 1899

## Födda
- 23 april - Bertil Ohlin, svensk nationalekonom och politiker.[1]

### Fotnoter
1. ↑  ”Bertil Ohlin”. Riksarkivet. http://sok.riksarkivet.se/sbl/Presentation.aspx?id=7663. Läst 27 februari 2015.